# محمود زریباف
محمود زریباف (زاده ۱۳۰۴ – درگذشته اردیبهشت ۱۳۸۶) تهیه‌کننده اهل ایران بوده‌است.
وی مالک موسسه‌های معروفی چون سازمان سینمای پاناسیت و اسکار فیلم بوده‌است.

## تهیه‌کننده
- تفنگدار (۱۳۶۱)
- برادر کشی (۱۳۵۷)
- تا آخرین نفس (۱۳۵۷)
- صبح خاکستر (۱۳۵۶)
- غیرت (۱۳۵۵)
- همت (۱۳۵۴)
- الکی خوش (۱۳۵۳)
- تهمت (۱۳۵۳)
- کنیز (۱۳۵۳)
- پاپوش (۱۳۵۲)
- روسیاه (۱۳۵۲)
- مروارید (۱۳۵۲)
- نامحرم (۱۳۵۲)
- توبه (۱۳۵۱)
- کاکل زری (۱۳۵۱)
- رسوایی (۱۳۴۹)
- تک‌خال (۱۳۴۸)
- ضرب شست (۱۳۴۸)
- تحفه هند (۱۳۴۷)
- دختر عشوه گر (۱۳۴۷)
- خوشگل و قهرمان (۱۳۴۶)
- دختر کدخدا (۱۳۴۵)